# Sicya cruzensis
Sicya cruzensis är en fjärilsart som beskrevs av Dyar 1922. Sicya cruzensis ingår i släktet Sicya och familjen mätare. Inga underarter finns listade i Catalogue of Life.